# Амхара (регіон)
Амхара (амх. አማራ) — один з дев'яти регіонів Ефіопії, основним населенням якого є народ амхара. Раніше відомий як Регіон 9. Адміністративний центр — місто Бахр-Дар.
Інші значущі міста — Гондер, Дессе, Дебре-Берхан, Дебре-Маркос, Комбольча, Вольдія, Лалібела.

## Географія
Тут розташоване найбільше озеро Ефіопії — Тана. А також національний парк Semien Mountains з найвищою точкою Ефіопії — горою Рас-Дашен.

## Історія
У часи імператорської Ефіопії регіон був розділений на кілька провінцій, які очолювали Негус. Велика частина цих провінцій 1995 року була об'єднана в один регіон.

## Населення
За даними перепису 2007 року, населення регіону становить 17 214 056 осіб, міське населення — 12,27 %. Густота населення становить 111,27 осіб/км². У регіоні налічується 3 953 115 окремих господарств, таким чином, у середньому припадає 4,3 людини на одне господарство. Близько 91,48 % населення належить до етнічної групи амхарці. Інші групи включають агау (3,46 %), оромо (2,62 %) та інші. 82,5 % населення — християни-монофізити; 17,2 % — мусульмани; 0,2 % — протестанти; 0,1 % — сповідують інші релігії. За даними минулого перепису 1994 населення складало 13 834 297 осіб, міське населення було 9,15 %.
За даними CSA на 2004 рік, лише близько 28 % населення мають доступ до чистої питної води (19,89 % у сільській місцевості та 91,8 % у містах). Рівень грамотності становить 54 % для чоловіків і 25,1 % для жінок. Дитяча смертність становить 94 на 1000 народжених (що набагато вище середнього по країні показника 77 на 1000).

## Адміністративний поділ
- Агев-Аві (Agew Awi)
- Бахр-Дар (Bahir Dar)
- Східний Годжа (Misraq Gojjam)
- Північний Гондар (Semien Gondar)
- Північна Шева (Semien Shewa)
- Північне Волло (Semien Wollo)
- Оромія (Oromia)
- Південний Гондар (Debub Gondar)
- Південне Волло (Debub Wollo)
- Ваг-Хемра (Wag Hemra)
- Західний Годжа (Mirab Gojjam)